# Boleszyn (województwo świętokrzyskie)
Boleszyn – wieś w Polsce, położona w województwie świętokrzyskim, w powiecie ostrowieckim, w gminie Waśniów.
Był wsią benedyktynów świętokrzyskich w województwie sandomierskim w ostatniej ćwierci XVI wieku.
| SIMC    | Nazwa            | Rodzaj                    |
| ------- | ---------------- | ------------------------- |
| 0275731 | Boleszyn-Kolonie | część wsi (przed 2023 r.) |
| 0275748 | Rudy             | część wsi (przed 2023 r.) |
| 0275754 | Stara Wieś       | część wsi                 |
| 0275760 | Stara Wieś Górna | część wsi                 |

## Historia
Na terenie wsi wykryto ślady osady produkcyjnej ze związanym z nią piecowiskiem datowane na około 70 r. p.n.e. oraz wczesnośredniowieczną  osadę otwartą na południowym skłonie wzniesienia nad dolinką wyschniętego potoku, jamy mieszkalne, w tym jedna z kamiennym piecowiskiem datowane na VII-XII wiek,
W 1351 Boleszyn należał do benedyktynów łysogórskich. Jako własność klasztoru występuje też w dokumencie z 1442. Według Długosza w XV wieku wieś miała 11 łanów kmiecych, 2 karczmy z rolą oraz 2 ogrodników. Dziesięcinę o wartości 10 grzywien pobierał klasztor posiadający tu swój folwark.

W rękach Benedyktynów Boleszyn pozostawał do czasów kasaty klasztoru 1819

W wieku XIX Boleszyn był wsią i folwarkiem w powiecie opatowskim, gminie Waśniów.
W 1827 wieś miała 25 domów i 190 mieszkańców. Według Słownika geograficznego Królestwa Polskiego pod koniec XIX wieku wieś posiadała szkołę początkową, 44 domy, 302 mieszkańców, 396 mórg ziemi dworskiej i 673 ziemi włościańskiej.
W latach 1954–1961 wieś należała i była siedzibą władz gromady Boleszyn, po jej zniesieniu w gromadzie Waśniów. W latach 1975–1998 miejscowość administracyjnie należała do województwa kieleckiego.